# 성기 (고조선)
성기(成己, ? ~기원전 108년)는 고조선(위만조선)의 대신으로, 한나라가 위만조선을 공격했을 때 화친파 대신들이 우거왕을 살해한 뒤 투항하였지만 끝까지 항전하다가 우거왕의 아들 장항과 이계상 삼이 일으킨 내부 반란으로 살해당했다.

## 성기가 등장한 작품
- 《한국사기》(KBS, 2017년~2017년, 배우:장택중

## 참고 문헌
- 사마천 (기원전1~2세기). 〈권제115 조선열전(朝鮮列傳) / (漢文本)〉. 《사기》.